# Cathédrale navale Saint-Nicolas de Liepaja
Cette  cathédrale n’est pas la seule cathédrale Saint-Nicolas.
La cathédrale navale Saint-Nicolas (en russe : Свято-Никольский морской собор ; en letton : Svētā Nikolaja pareizticīgo Jūras katedrāle) est une église russe orthodoxe située en Lettonie sur les bords de la mer Baltique dans la ville portuaire de Liepaja (quartier de Karosta, autrefois Port-Alexandre-III). Elle dépend de l'archidiocèse orthodoxe de Riga.

## Historique
La cathédrale navale, consacrée à saint Nicolas, patron des marins, est construite entre 1900 et 1903. Elle a été bâtie par le ministère de la Guerre de l'Empire russe dans le nouveau port militaire Alexandre-III, quartier récent de la ville de Libau, aujourd'hui Liepaja. Elle est prévue pour subvenir aux besoins cultuels des marins et des officiers basés à Port-Alexandre-III. La consécration a lieu en présence de l'empereur Nicolas II et de sa famille. L'architecte en est le Pétersbourgeois Vassili Kossiakov, auteur de nombre d'églises. Elle est en style néo-russe.
Entre 1915 et 1918, Libau est occupée par l'armée impériale allemande et l'intérieur souffre de dommages. À partir des années 1920, les tensions s'apaisent entre la communauté russe restée sur place, ainsi que les émigrés fuyant l'athéisme de la Russie soviétique, avec les Lettons ayant gagné leur indépendance. Des cérémonies liturgiques se tiennent de temps à autre. Mais une grande partie des icônes et du mobilier intérieur disparait, volée ou détruite. D'autres sont dispersées dans d'autres églises orthodoxes du pays.
Le port est occupé par les armées allemandes entre 1941 et 1945. La Wehrmacht installe un site de lutte anti-aérienne dans l'église, toutes les cloches de bronze sont fondues. Après la victoire de l'Armée rouge, en mai 1945, l'église est transformée en club de matelots et rien ne reste de son décor passé.
À la fin des années 1980, pendant la péréstroïka et le retour à une certaine tolérance envers les religions, des associations locales demandent que l'église soit rendue au culte. La marine rend les clés aux croyants en septembre 1991. L'église est en piteux état. Les services religieux s'y tiennent régulièrement à partir de 1992. L'église est en constante restauration aujourd'hui.

## Galerie

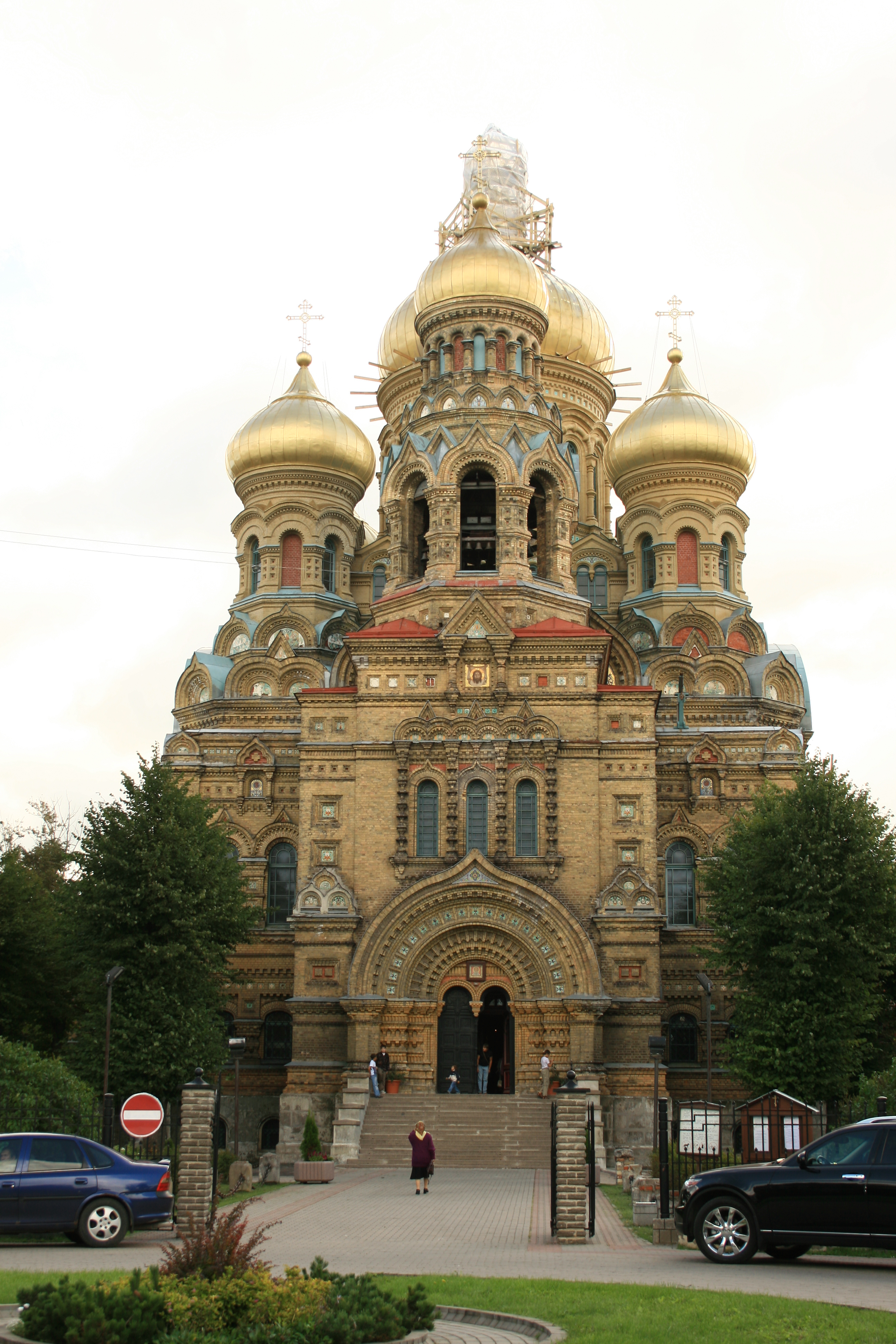
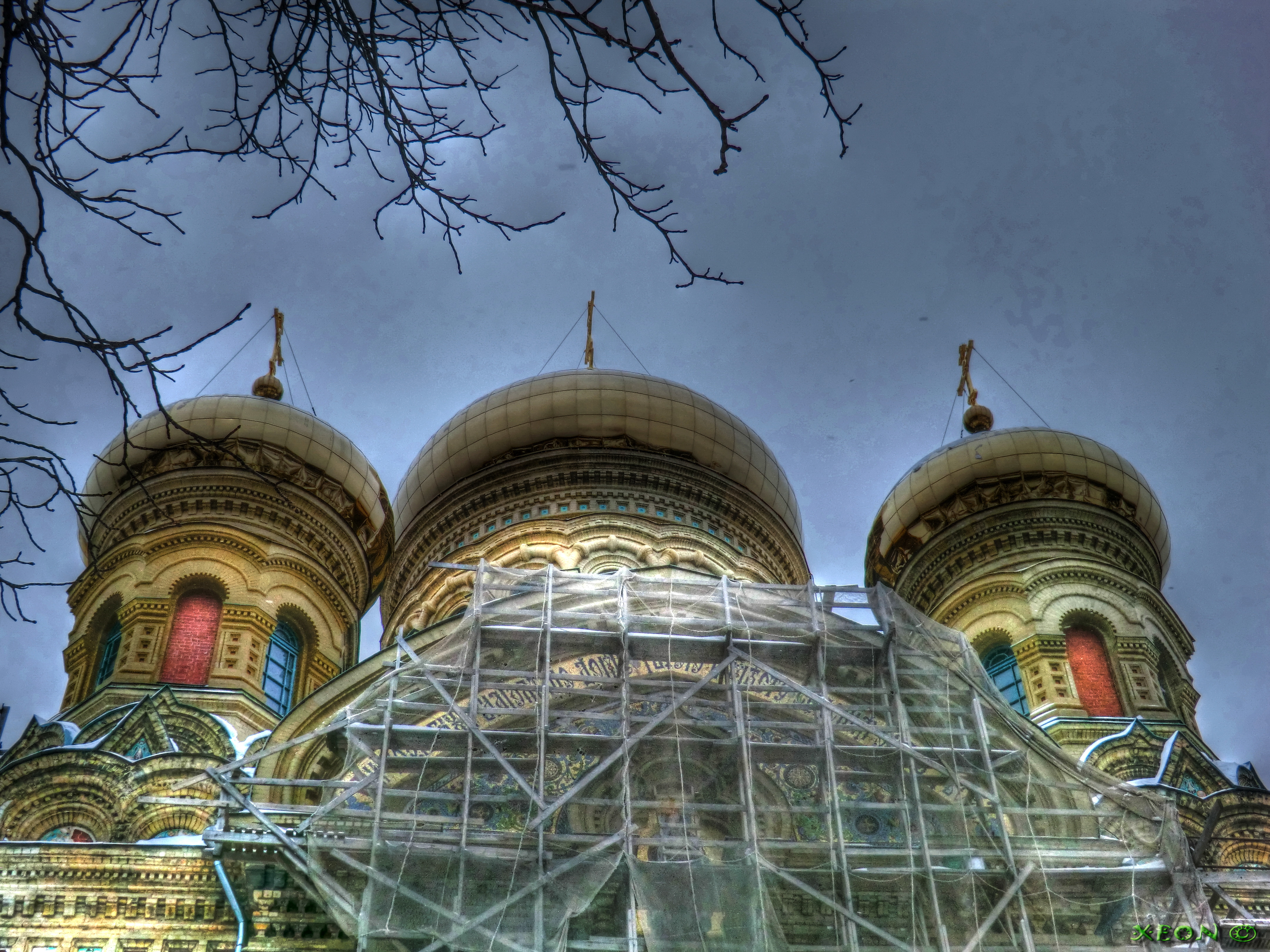
Dôme de la cathédrale.
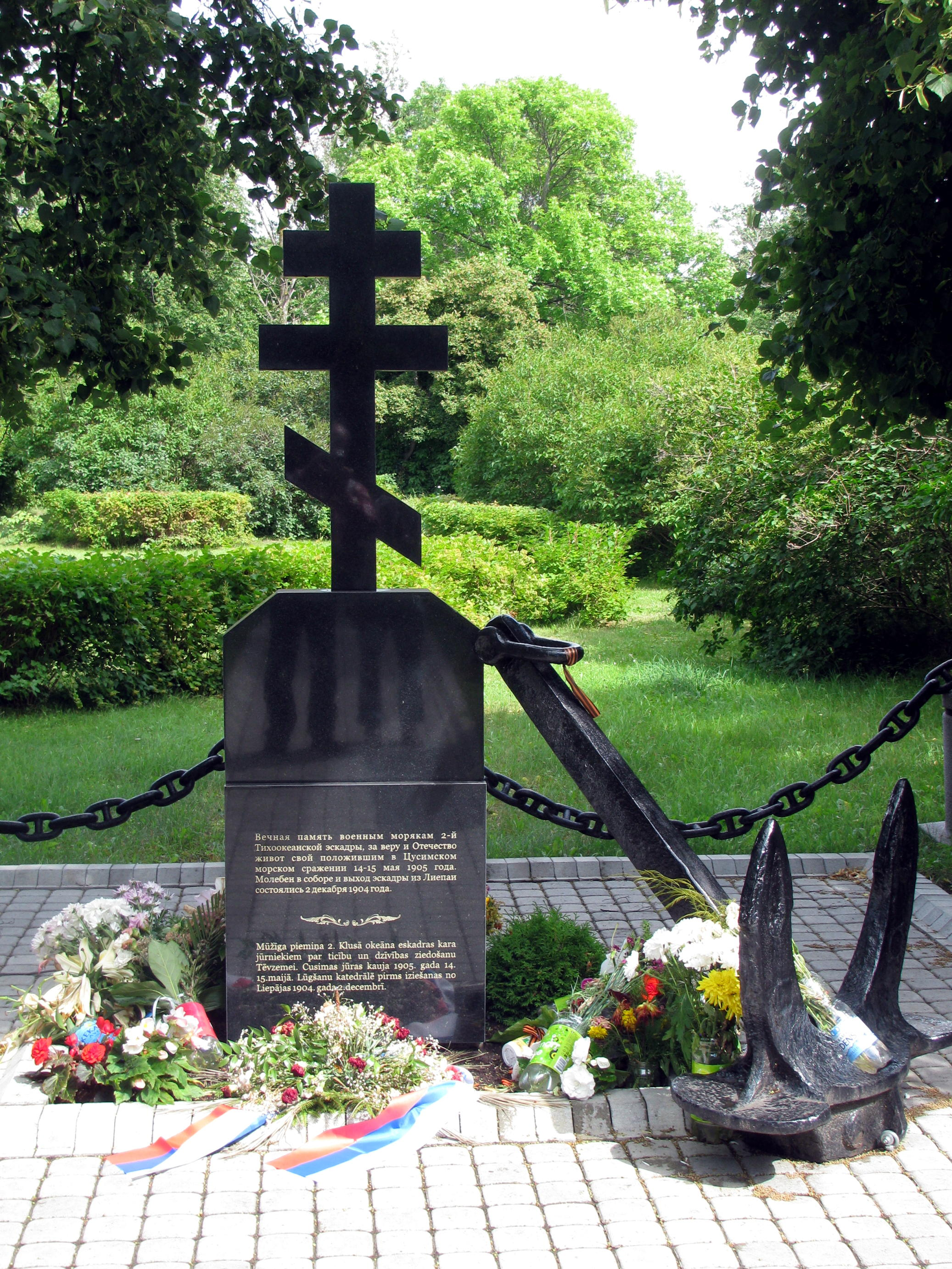
Mémorial en hommage aux marins morts à la bataille de Tsushima.
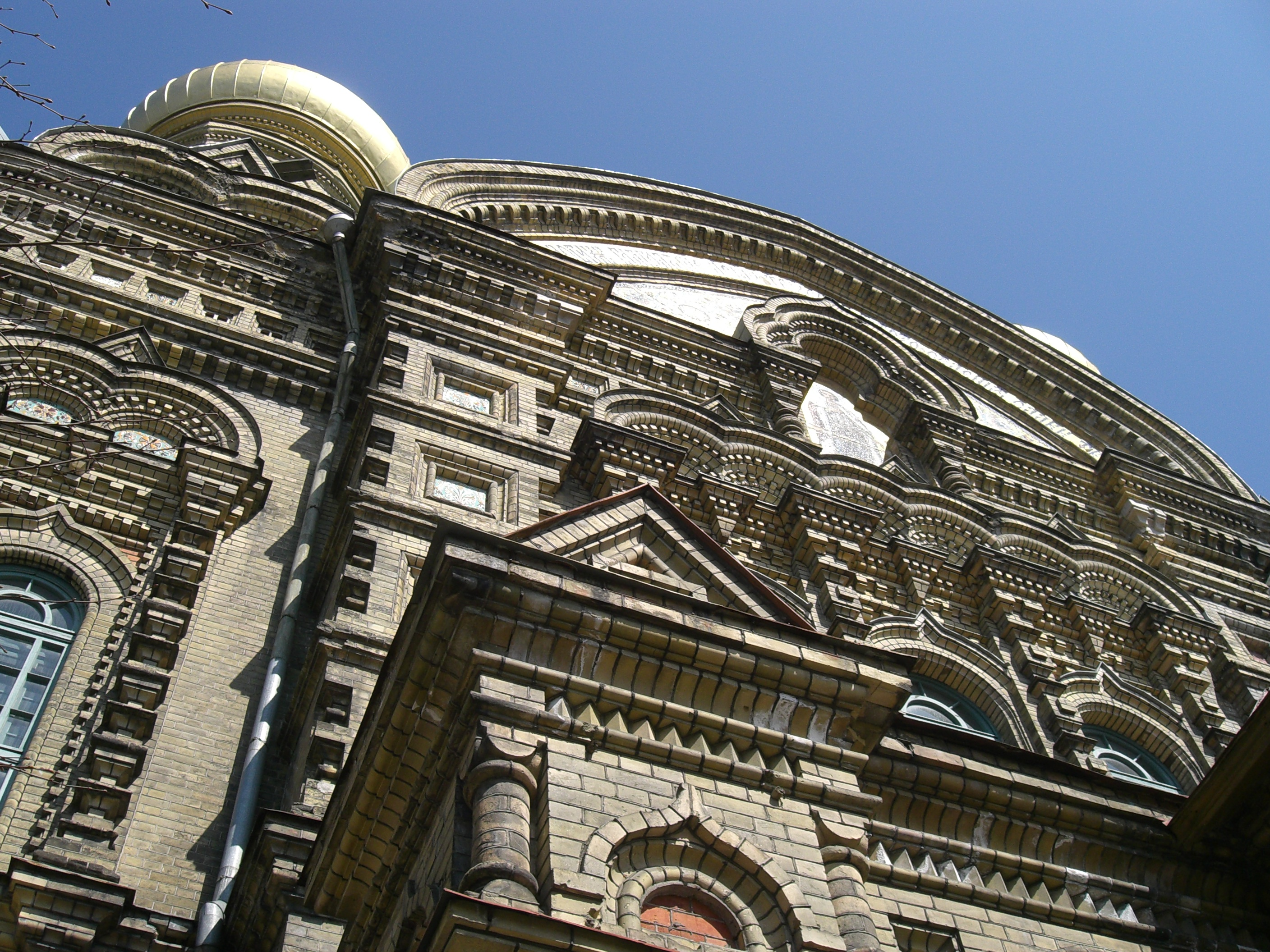
Détail de la façade.